# Morohashi Tetsuji

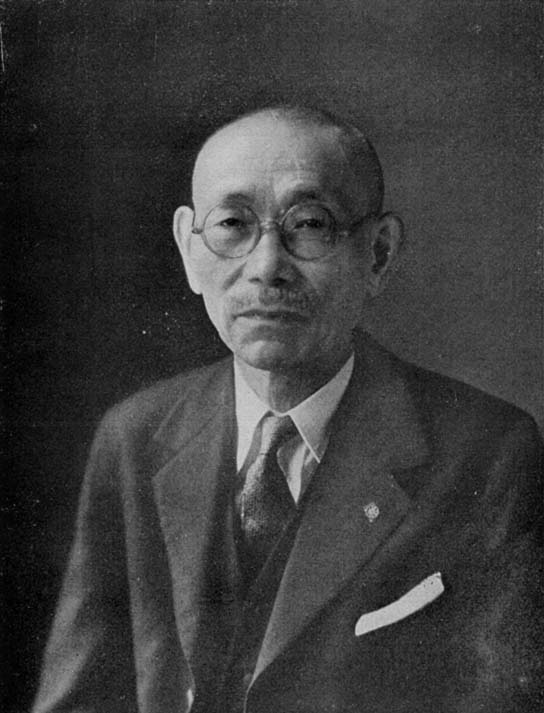
Morohashi Tetsuji omstreeks 1953

Morohashi Tetsuji (諸橋轍次, Morohashi Tetsuji) (Morimachi (Minamikanbara-gun, nu: Sanjō), 4 juni 1883 — ?, 8 december 1982) was een belangrijk persoon in de wereld van het Japans en de sinologie. Hij is het bekendst vanuit zijn functie als hoofdredacteur van de Dai Kan-Wa jiten, het meest gedetailleerde woordenboek over kanji. Het Dr. Morohashi Tetsuji-museum (諸橋轍次記念館) bevindt zich in Sanjo, Niigata en is genoemd Kangaku no sato (漢学の里 "Huis van Chinese studies").
Morohashi was onderscheiden in de Chrysanthemumorde in 1957 en in de Orde van Culturele Verdienste in 1967 voor zijn  verdiensten op het gebied van sinologie en lexicografie.